# Biton schreineri
Espèce
Synonymes
- Daesia schreineri Purcell, 1903

Biton schreineri est une espèce de solifuges de la famille des Daesiidae.

## Distribution
Cette espèce est endémique d'Afrique du Sud.

## Description
Les mâles décrits par Roewer en 1933 mesurent de 19 à 23 mm et la femelle 20 mm.

## Étymologie
Cette espèce est nommée en l'honneur de Samuel Cron Cronwright Schreiner.

## Publication originale
- Purcell, 1903 : New Arachnida collected by Mr. S. C. Cronwright Schreiner at Hanover, Cape Colony. Annals of the South African Museum, vol. 3, p. 13-40 (texte intégral).